# Dalbergia cultrata
Dalbergia cultrata är en ärtväxtart som beskrevs av George Bentham. Dalbergia cultrata ingår i släktet Dalbergia, och familjen ärtväxter. IUCN kategoriserar arten globalt som nära hotad.

## Underarter
Arten delas in i följande underarter:
- D. c. cultrata
- D. c. maymyensis
- D. c. pallida
- D. c. tavoyensis